# تشارلز غافان دوفي
تشارلز غافان دوفي هو قاضي وسياسي كندي، ولد في 2 نوفمبر 1874، وتوفي في 14 مارس 1958. انتخب Speaker of the Legislative Assembly of Prince Edward Island ‏.